# Bandstruktur
Die Bandstruktur beschreibt die Zustände von Elektronen und Löchern eines kristallinen Festkörpers im Impulsraum und damit die Beschaffenheit dessen elektronischer Struktur. Sie ist die Dispersionsrelation von Elektronen unter dem Einfluss des Festkörpergitterpotentials. Das Energiebändermodell eines Festkörpers ist im Wesentlichen die im Impulsraum dargestellte Bandstruktur.

## Bedeutung
Die Bandstruktur zählt zu den zentralen Konzepten der Festkörperphysik. Viele grundlegende Eigenschaften eines Festkörpers können mit Hilfe der Bandstruktur verstanden werden, beispielsweise:
- elektrische Leitfähigkeit
- thermische Eigenschaften (Wärmekapazität und -leitfähigkeit)
- optische Eigenschaften (Absorptionsspektrum, Emissionsspektrum)
- Größen wie effektive Masse oder Zustandsdichte.

## Allgemeines
Freie Elektronen der Masse {\displaystyle m} besitzen eine parabolische Dispersionsrelation, d. h., der Zusammenhang zwischen Wellenvektor {\displaystyle {\vec {k}}} (der Betrag des Wellenvektors ist die Kreiswellenzahl {\displaystyle k}) und Energie {\displaystyle E} ist gegeben durch
{\displaystyle E({\vec {k}})={\frac {\hbar ^{2}{\vec {k}}^{2}}{2m}}}
mit dem reduzierten Planckschen Wirkungsquantum {\displaystyle \hbar .}
„Frei“ bedeutet dabei, dass die Elektronen nicht mit anderen Elektronen wechselwirken und sich in keinem Potential befinden. Diese Situation wird durch folgende Hamilton-Funktion beschrieben:
{\displaystyle H={\frac {{\vec {p}}^{2}}{2m}}}
mit dem Impuls {\displaystyle {\vec {p}}.}
Elektronen in einem Festkörper, auch als Kristallelektronen bezeichnet, können durch den Einfluss des periodischen Gitterpotentials nicht mehr als freie Teilchen angesehen werden. Im einfachsten Fall kann ein Kristallelektron dann als ein Quasiteilchen mit einer von der Masse des freien Elektrons {\displaystyle m} abweichenden effektiven Masse {\displaystyle m^{*}} beschrieben werden, was in der Dispersionsrelation zu Parabelkurven abweichender Krümmung {\displaystyle \hbar ^{2}/m^{*}} führt.
Die vollständige Dispersionsrelation {\displaystyle E({\vec {k}})} der Kristallelektronen wird durch die Bandstruktur beschrieben: diese stellt die Energie über dem Wellenvektor {\displaystyle {\vec {k}}} (graphisch) dar. In der direkten Umgebung der Hochsymmetriepunkte, wie dem Punkt {\displaystyle \Gamma }, ist die Parabelform der Kurven noch zu erkennen.
Ein Energieband, wie beispielsweise das Leitungs- oder Valenzband, ergibt sich durch den Energiebereich, welchen die zugehörige {\displaystyle E({\vec {k}})}-Kurve überdeckt: für diese Energien gibt es erlaubte Zustände im Impulsraum. Der Bereich der Bandlücke (nicht existent bei Metallen) ist jedoch frei von Elektronen, da es dort keine erlaubten elektronischen Zustände gibt. Deshalb wird dieser Bereich auch oft als „Energielücke“ oder auch „verbotene Zone“ bezeichnet.

## Bandübergänge

### Interbandübergang
Interbandübergänge erfolgen von einem Band zu einem anderen. Das Ereignis der Absorption eines Photons (und gegebenenfalls eines zusätzlichen Phonons), also einer Interbandanregung, stellt ein Beispiel für einen Interbandübergang dar.

#### Direkter Bandübergang

Direkter Bandübergang
im (vereinfachten) Bandstrukturdiagramm

Direkte Bandübergänge erfolgen praktisch ohne Änderung des Impulsvektors {\displaystyle {\vec {k}}}, also senkrecht im Diagramm (der Impulsübertrag durch das Photon auf das Elektron ist vergleichsweise klein und daher zu vernachlässigen). Sie sind hoch wahrscheinlich, da neben der Zuführung der nötigen Sprungenergie, z. B. durch ein Photon, keine zusätzliche Bedingung erfüllt sein muss.

#### Indirekter Bandübergang

Indirekter Bandübergang
im (vereinfachten) Bandstrukturdiagramm

Bei indirekten Bandübergängen ändert sich zusätzlich der Impulsvektor {\displaystyle {\vec {k}}}, im Diagramm erfolgen sie also „schräg“. Um solche Übergänge auszulösen, muss im Falle einer Interbandanregung also nicht nur die Energie zugeführt werden, sondern auch noch der zusätzliche Impuls. Dies kann z. B. durch ein passendes Phonon erfolgen, wie es bei Temperaturen oberhalb des absoluten Nullpunkts durch die thermische Gitterschwingung existieren kann. Durch diese Verknüpfung zweier Bedingungen sind indirekte Übergänge in der Regel deutlich weniger wahrscheinlich als direkte Übergänge. Die Wahrscheinlichkeit indirekter Bandübergänge ist zudem temperaturabhängig.
Bei Halbleitern spricht man je nach dieser Natur ihrer Fundamentalabsorption von direkten oder indirekten Halbleitern.

### Intrabandübergang
Es sind auch Übergänge innerhalb eines Bands möglich, sie werden entsprechend Intrabandübergänge genannt. Dabei ändert sich immer der Impulsvektor {\displaystyle {\vec {k}}}, meistens auch die Energie. Genau wie bei einem indirekten Interbandübergang ist zur Auslösung also die Zuführung sowohl der Differenzenergie als auch des zusätzlichen Impulses notwendig.

## Darstellungsarten
Trägt man in einem Diagramm die Dispersionsrelation {\displaystyle E({\vec {k}})}, also die Energie {\displaystyle E} der Elektronen über deren Wellenvektor {\displaystyle {\vec {k}}} auf, so erhält man bezüglich eines Wellenvektors {\displaystyle k} (entspricht der Ausbreitungsrichtung und ist proportional zum Impuls {\displaystyle {\vec {p}}}) abwechselnd erlaubte Energiebereiche (Energiebänder) und verbotene Energiebereiche (Energie- oder Bandlücken). Ebenso können Überlappungen von Energiebändern auftreten (z. B. bei mehrwertigen Metallen). Einen kontinuierlichen Verlauf der Energie {\displaystyle E({\vec {k}})} in Abhängigkeit vom Wellenvektor erhält man nur für einen unendlich ausgedehnten Kristall.
Es gibt drei Varianten derartiger Bandstrukturdiagramme (auch als Zonenschemata oder Energie-Wellenvektor-Diagramme bezeichnet):
- erweitertes Zonenschema: Darstellung der verschiedenen Bänder in verschiedenen Zonen
- reduziertes Zonenschema: Darstellung aller Bänder in der 1. Brillouin-Zone
- periodisches Zonenschema: Darstellung aller Bänder in jeder Zone

Markante Punkte in der Bandstruktur sind die Symmetriepunkte wie unter anderem der Γ-Punkt, {\displaystyle {\vec {k}}=(0,0,0)}. Hier ist der Impuls {\displaystyle {\vec {p}}=\hbar {\vec {k}}={\vec {0}}}. Abhängig von der Kristallstruktur sind bestimmte Ausbreitungsrichtungen energetisch sehr günstig für Elektronen. An diesen Punkten kann man in der Bandstruktur Minima finden, was heißt, dass die Ladungsträgerdichte entlang dieser Ausbreitungsrichtungen (allerdings auch abhängig von der Temperatur) tendenziell höher ist.

## Theorie von Bandstrukturen
Die Berechnung von Bandstrukturen realer Materialien erfolgt im Allgemeinen mit Hilfe des Bändermodells. Hierbei wird der Kristall lediglich über eine Einteilchen-Schrödingergleichung approximiert und mit Hilfe von Ansatzfunktionen in Form von Blochfunktionen gelöst. Diese setzen sich zunächst aus einem vollständigen Satz von unendlich vielen Basisfunktionen zusammen, wobei die explizite mathematische Form je nach verwendetem Modell sehr unterschiedlich ausfallen kann. Die bedeutendsten Ansätze sind der Fourierreihenansatz im Modell der quasifreien Elektronen und die Linearkombination von Atomorbitalen in der Tight-Binding-Methode. Die unendlich langen Summen approximiert man in der Praxis mit einer endlichen Anzahl von Basisfunktionen, wobei je nach verwendetem Modell und betrachtetem Material (v. a. Abhängigkeit des Bindungstyp) die Zahl der verwendeten Terme bis zur Konvergenz der Energien stark unterschiedlich ausfallen kann. Häufig reduziert sich der numerische Aufwand unter Ausnutzung von Symmetrieeigenschaften erheblich. Dadurch kann nun mit relativ überschaubarem numerischem Aufwand die Bandstruktur realer Materialien ermittelt werden.
Die gebräuchlichsten drei Modelle sind:
- Modell der quasifreien Elektronen mit Fourierreihenansatz
- Tight-Binding-Methode mit Atomorbitalansatz
- k·p-Methode mit abstrakten, darstellungsunabhängigen Ansatz über die Gruppentheorie (genauer der Darstellungstheorie)

## Bandstrukturen realer Festkörper
Bandstrukturen realer Kristalle können sehr komplex sein (Beispiel: GaAs und AlAs). Üblicherweise stellt man die Dispersionsrelation in einem eindimensionalen Schema dar, wobei die Verbindungslinien zwischen verschiedenen charakteristischen Punkten der Brillouin-Zone einfach aneinander gehängt werden.
In jedem realen Kristall gibt es im Energiebereich der Bandlücke zusätzliche lokalisierte Zustände, die von Verunreinigungen, Gitterfehlern oder Oberflächeneffekten herrühren. Diese Zustände können systematisch erzeugt und für Anwendungen genutzt werden, z. B. beim Dotieren von Halbleitern oder in Farbzentren.

## Materialdatenbanken
Weltweit existieren verschiedene Sammlungen an Materialdaten, die u. a. die Bandstruktur als Teil der „elektronische Struktur“ sammeln und für wissenschaftliche Zwecke anbieten. Einige Beispiele sind,
- NSM Archive (Ersatz-Link bei Ioffe),
- NOMAD (Novel Materials Discovery in Verbund mit der FAIR-DI),
- Materials Project (angeboten vom Lawrence Berkeley National Laboratory).[6][7]

Für die Berechnung der Materialparameter wird z. B. das DFT-Verfahren angewandt und gehört mittlerweile zum Standard im Bereich der Computergestützten Chemie oder Materialwissenschaften. Einige bekannte Werkzeuge (auch kommerzielle), die die Bandstrukturen, Zustandsdichten (DoS) usw. berechnen, sind: CASTEP (Mike Payne & Kollegen), DFTB (vgl. Tight-Binding-Methode), QE etc.